# Zonas protegidas de República Dominicana
Las Áreas Protegidas en la República Dominicana se reglan por la Ley 67 de 1974, que creó la Dirección Nacional de Parques, reconoce tres categorías de protección de áreas naturales: Parques nacionales, Reservas naturales y Vías Panorámicas.
- Parques nacionales
- Reservas naturales
- Otras áreas naturales
- Áreas con estatus indefinido

En primer lugar creado en Estados Unidos, son paisajes naturales de superficie muy grande de considerable belleza panorámica, y que contienen un patrimonio biológico excepcional de interés general.
Se hallan sometidos a un régimen de protección general, es decir, que no se autoriza en ellos ninguna explotación de los recursos naturales, a excepción de ciertas prácticas agrícolas parecidas a las naturales, que si se abandonaran permitirían a la vegetación evolucionar por sí misma en direcciones inesperadas: ciertos paisajes de pradera o de marisma acaban arbolados; las sabanas que se dejan de quemar ven desaparecer su fauna característica.
Un Parque nacional es, pues, un territorio suficientemente grande en el que el poder central se preocupa de que la situación de protección general sea respetada lo suficiente (vigilancia organizada) y que el turismo se organice con todas las restricciones necesarias para lograr una conservación integral.
Cordillera Central
- Parque nacional Armando Bermúdez
- Parque nacional José del Carmen Ramírez
- Parque nacional Nalga de Maco
- Parque nacional Montecristi
- Parque nacional del Este
- Parque nacional Los Haitises
- Parque nacional Jaragua
- Parque nacional Sierra de Bahoruco
- Parque nacional Isla Cabritos
- Parque nacional Sierra de Neiba
- Parque nacional Sierra Martín García
- Parque nacional Cueva de las Maravillas

Otros
- Parque nacional Cabo Francés Viejo
- Parque nacional Submarino La Caleta
- Parque nacional Litoral Norte de Puerto Plata
- Parque nacional Litoral Sur de Santo Domingo

La Provincia San Juan posee una extensa zona de áreas protegidas, compuesta por 3 parques nacionales que son: Parque nacional José del Carmen Ramírez; el Parque nacional Juan Ulises García Bonelly (Loma la Guardaraya) y el Parque nacional Sierra de Neiba.Parques nacionales Provincia San Juan
- Datos: Q623536
- Multimedia: National parks of the Dominican Republic / Q623536